# Abella Miklós (zenei menedzser)
Abella MIklós (Budapest, 1954. január 8. – 2020. március 3.) magyar zenei menedzser, 1991-től a 2010-es évek közepéig a Republic menedzsere. Édesapja Abella Miklós geográfus.

## Élete
Abella Miklós geográfus, pedagógus és Weingarten Ilona gyermekeként született. Fiatalkorában több helyen dolgozott: 1969-től volt optikai csiszoló és diszpécser is, majd 1973-ban elkezdte a dolgozók esti gimnáziumát. A hatvanas évek végétől a Budai Ifjúsági Park szervezője volt. 1975-ben az MSZMP tagja lett. Három évig az ELTE ÁJK-ra járt, 1982-ben azonban abbahagyta jogi tanulmányait, diplomát nem szerzett. 1982-ben a BKV-nál lett közművelésügyi előadó, majd a következő évtől a Budapest Sportcsarnok szervezőirodájának munkatársa és gyártásvezetője lett. 1985-től szellemi szabadfoglalkozású gyártásvezető volt.
Dr. Horváth István belügyminiszter 1989. június 19-én kelt, 009/191/1989. számú parancsával július 1-i hatállyal kinevezte és véglegesítette szigorúan titkos rendőr főhadnaggyá, fedőszáma AB-102. Kérelmére 1990. január 31-i hatállyal leszerelték és elbocsátották.
1991 végén Környei Attila helyett Abella lett az 1990-ben alakult Republic együttes menedzsere, illetve ekkor került a zenekarba Bali Imre gitáros helyére Patai Tamás. A Republic még ebben az évben elnyerte a Magyar Rádió EMeRTon-díját, 1993-ban pedig a Hahó Öcsi!!! című albumukkal a MAHASZ Arany Zsiráf-díját is. 1994-ben a Disco gyorsan aranylemez, majd platinalemez lett, ezen az albumon jelent meg A 67-es út című daluk is. 1995-ben ismét elnyerték az Arany Zsiráf-díjat „Az év rocklemeze” kategóriában. Az év elején megjelent Tüzet viszek című albumból – a Szállj el kismadár című közismert dalával – két héten belül aranylemez, később platinalemez, majd a 100 000. példány eladása után, még 1995-ben gyémántlemez lett. 
Abella 2010-ben a Republic tagjaival együtt a Magyar Érdemrend tisztikeresztje kitüntetésben részesült. Nagyjából 2015-ig dolgozott a zenekarral menedzserként, amíg egészségügyi állapota engedte. A 2018-as Fonogramon szakmai életműdíjjal ismerték el munkásságát. 2020-ban hunyt el 66 éves korában.

## Elismerései
- A Magyar Köztársasági Érdemrend tisztikeresztje, polgári tagozat (a Republic tagjaival) (2010)
- A Fonogram – Magyar Zenei Díj szakmai életműdija (2018)